# 武市悦宏
武市 悦宏(たけいち えつひろ、1976年2月18日 - )は岐阜県出身のプロゴルファー、著作家、タレント。ゴルフダイジェスト社専属契約。愛称は「飛ばしの雑巾王子」。独自のゴルフ理論として「ツイスト打法」がある。既婚。二児の父。166cm、59kg。

## 経歴[1]

### 幼少期
岐阜で有名な会社の長男として生まれる。幼少期はサッカーに熱中し、小学校5年生から中学2年生まで岐阜県代表に選ばれる。その後サッカーを辞めたが、非行防止のために中学2年生からゴルフを始める。

### 高校時代
高校時は全日本ジュニアに出場するなどゴルフで優秀な成績を残す。一方で周りからは「飛ばない武市」と呼ばれ、飛ばしではなく小技を得意にしていた。また、「チャラ男武市」とも呼ばれていた。

### ツアー時代
本人曰く「全て人体実験で試すタイプ」であり、ツアー時代には飛距離を伸ばすために高さ1メートルの特注ティーを作って打つ、6メートルのクモの巣除去用の棒で素振りをするといった練習をしていた。また、20歳の時父親の経営していた会社が倒産し、1.5億円の借金を背負うことになった。その際、家も差し押さえられたため花屋でアルバイトをしながら車で寝泊まりする日本初の「ホームレスゴルファー」になった。

### レッスンプロとして
30歳を機に一度ゴルフを辞めることを決心したが、その際「どうせなら辞める前に飛ばせるだけ飛ばしてやろう」と考え試行錯誤を重ねた結果、ドライバーの最大飛距離220ヤードから348ヤードと1年間で100ヤード以上飛距離を伸ばすことに成功した。その結果、全日本ドラコン選手権大会の決勝まで進出した。なお、当時身長170センチ以下・体重70キロ以下の選手は武市しかいなかった。この活躍を受けて、地方のゴルフ雑誌「カジュアルゴルフ」で「爆飛びレッスン」というコーナーを持ち、それが大手ゴルフダイジェスト社の目に留まり週刊ゴルフダイジェストでの連載がスタートした。（武市悦宏･雑巾伝説参照）2023年には自身がプロデュースした練習器具「グリップエンダージャンボ」の発売を開始した。

## ツイスト打法
ツアー参戦時に所属ゴルフコースで整備作業用の軽トラの荷台に乗っていたところ、その軽トラが急ブレーキをしたため武市は荷台からふき飛ばされた。その際、動いているモノに急激なブレーキがかかると大きなエネルギーが発生することに気付いた。そして、軽トラは「カラダ」荷台から放り出せれた自分は「ヘッド」と捉え、今までカラダを回すことしか考えていなかったがインパクトの瞬間に腕・腰の回転を「止める」、さらには逆方向に回す(ツイストする)と飛距離が大幅にアップすることを体感した。
ツイスト打法の大きなポイントとして(1)回転にストッパーをかける(2)「右折」でテークバックし、「左折」でダウンスイングをする(車のハンドルを左右に回す動き)(3)ベタ足で振るの3つがある

## 人物

### 練習器具プロデュース
グリップエンダージャンボ(2023年ライト株式会社)

### 受賞
- ゴルフダイジェストアワード　レッスン・オブ・ザ・イヤー2013

### シャフトプロデュース
- デラマックスシリーズ(カーボンシャフト、大手釣り具メーカーであるオリムピックとの共同開発)

### 著書
- 『オレって、こんなに飛んだっけ？』ゴルフダイジェスト社、2012年、6月
- 『飛ばしのスゴ技寄せのウラ技』ゴルフダイジェスト社、2013年、5月
- 『非常識ゴルフメソッド：素人の女子中学生、たった８か月で１００を切る！』ＳＢクリエイティブ、2013年、10月

### 連載
- 奇跡が俺を呼んでるぜ！(週刊ゴルフダイジェスト)
- ゴルフの人間遺産に会ってきた！(チョイス)
- 飛ばしのハナサカ王子(週刊ゴルフダイジェスト)
- 雑巾王子のキミこそ王子だ！！(週刊ゴルフダイジェスト)

### 動画
- チームしゃちほこ ちゆと武市悦宏の「５分でわかるゴルフ講座！」
- 堀江貴文と武市悦宏の「３００ヤード飛ばしちゃってもいいですか？」
- ゴルフライフ with TOYOTA 武市プロの即効レッスン塾
- ゴルフライフ with TOYOTA ～アナタの悩みを即解決～武市ゴルフ道場

### レッスン場所
- 広尾ゴルフインパクト(東京都港区南麻布5-1-11B2)
- ぎふ美濃ゴルフ倶楽部(岐阜県美濃市横越383-1)
- コパン各務原(岐阜県各務原市各務西町4-303-5)
- 王子ゴルフガーデン春日井(愛知県春日井市東野町小堤2-1)
- CRゴルフ(岐阜県岐阜市一日市場4-17-3)

### 交友関係
- 根岸英一(ねぎしえいいち、日本の化学者、2010年ノーベル化学賞受賞)
- 堀江貴文(ほりえたかふみ、日本の実業家、著作家、投資家、タレント)
- 岡田武史(おかだたけし、日本の元サッカー選手、サッカー指導者)
- 白石豊(しらいしゆたか、日本のメンタルトレーナー)
- せんだるか(日本の女性タレント、父はタレントのせんだみつお)
- 伊藤千由李(いとうちゆり、日本のアイドル、歌手、女性アイドルグループのチームしゃちほこのメンバー)
- 門田龍馬(もんでんりょうま、日本のお笑い芸人、お笑いコンビ アトムのツッコミ担当)

## その他
自他ともに認める酒豪であり、特にワインを好む。